# مادنة
إحدى بلديات ولاية تيارت الجزائرية التابعة لدائرة عين كرمس.